# Sároshátú gyászbogár
A sároshátú gyászbogár (Opatrum sabulosum) a rovarok (Insecta) osztályának bogarak (Coleoptera) rendjébe, ezen belül a mindenevő bogarak (Polyphaga) alrendjébe és a gyászbogárfélék (Tenebrionidae) családjába tartozó faj.

## Előfordulása
A sároshátú gyászbogár előfordulási területe Európa. A következő országokban található meg: Albánia, Ausztria, Belgium, Bosznia-Hercegovina a Brit-sziget, Bulgária, Horvátország, Csehország, Dánia, Észtország, az európai Törökország, Finnország, Franciaország, Németország, Görögország, Magyarország, Írország, Olaszország, Lettország, Litvánia, Luxemburg, az európai Oroszország északi része, Norvégia, Lengyelország, Románia, Szlovákia, Svédország és Szerbia.